# Fiji Link

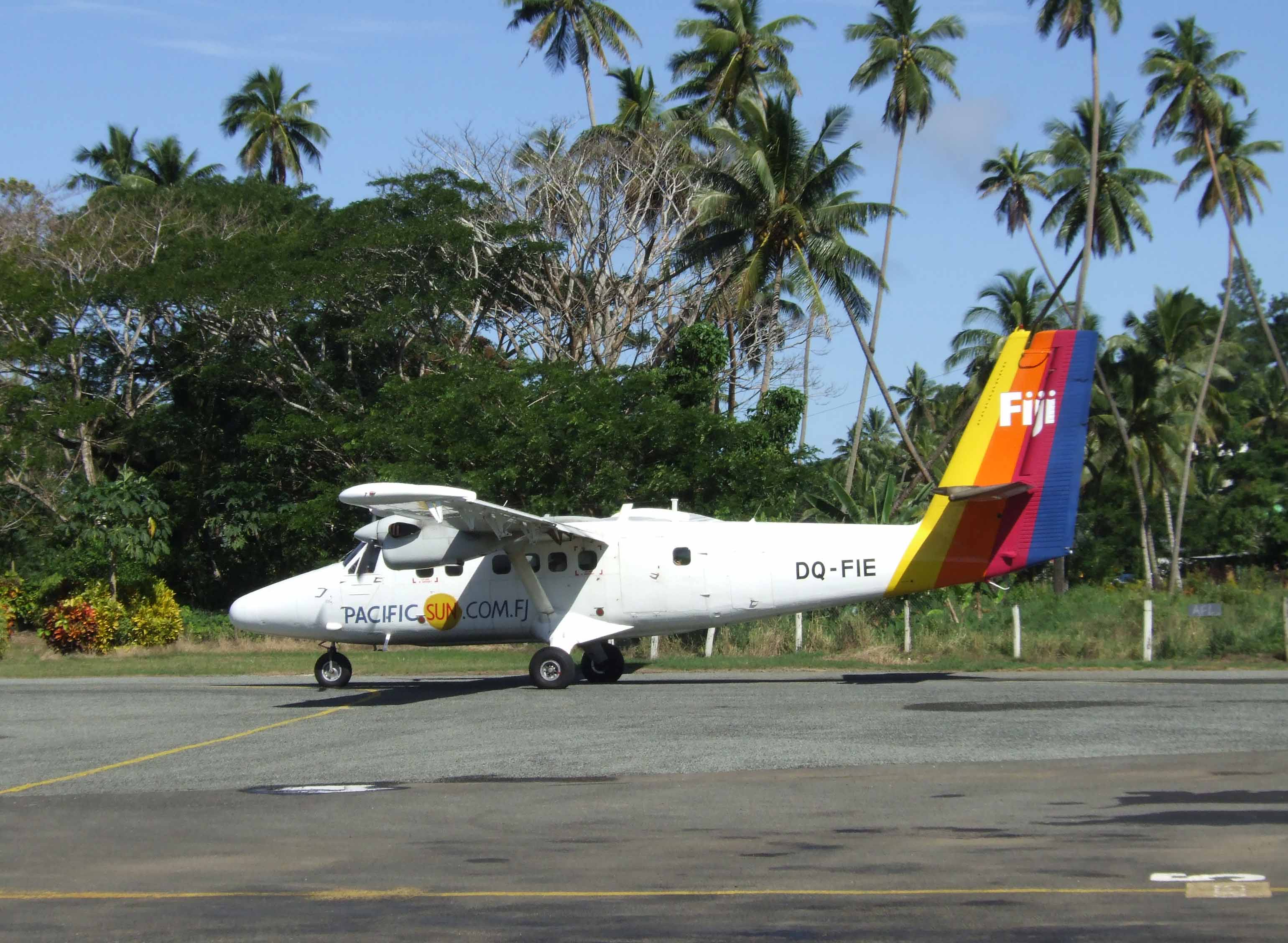
De Havilland Canada DHC-6 Twin Otter авиакомпании Pacific Sun

Fiji Airlines Limited, действующая как Fiji Link — региональная авиакомпания Фиджи со штаб-квартирой в городе Нади, выполняющая регулярные пассажирские рейсы по десяти аэропортам островов Фиджи и нескольких других островов Тихого океана. Базовым аэропортом авиакомпании и её главным транзитным узлом (хабом) является Международный аэропорт Нади.
Fiji Link является дочерней компанией национального авиаперевозчика Фиджи Fiji Airways.

## История
Авиакомпания Sunflower Airlines была основана в 1980 году бывшим пилотом и предпринимателем Дональдом Коллингвудом. Первоначально пассажирские рейсы между Нади и Тавеуни совершались на одном самолёте Britten Norman BN2 Islander. В следующем году авиакомпания сменила своё официальное название на Sun Air.
К январю 2007 года воздушный флот авиакомпании составляли 12 самолётов, а в штате перевозчика работало 140 сотрудников. 31 января 2007 года Sun Air была продана флагманской авиакомпании Фиджи Air Pacific, деятельность в составе которой выполняла полёты под названием Pacifc Sun.
26 ноября 2013 года родительская компания Fiji Airways объявила, что Pacific Sun будет переименована в «Fiji Link».

## Маршрутная сеть
Маршрутная сеть авиакомпании Fiji Link включает в себя следующие пункты назначения:
| Маршрутная сеть авиакомпании Pacific Sun | Маршрутная сеть авиакомпании Pacific Sun | Маршрутная сеть авиакомпании Pacific Sun | Маршрутная сеть авиакомпании Pacific Sun | Маршрутная сеть авиакомпании Pacific Sun |
| ---------------------------------------- | ---------------------------------------- | ---------------------------------------- | ---------------------------------------- | ---------------------------------------- |
| Город                                    | Аэропорт                                 | Примечания                               |                                          |                                          |
| Фиджи                                    |                                          |                                          |                                          |                                          |
| Вануа-Мбалаву                            | Аэропорт Вануа-Мбалаву                   |                                          |                                          |                                          |
| Кадаву                                   | Аэропорт Кадаву                          |                                          |                                          |                                          |
| Коро                                     | Аэропорт Коро                            |                                          |                                          |                                          |
| Лакемба                                  | Аэропорт Лакемба                         |                                          |                                          |                                          |
| Ламбаса                                  | Аэропорт Ламбаса                         |                                          |                                          |                                          |
| Нади                                     | Международный аэропорт Нади              | главный хаб                              |                                          |                                          |
| Ротума                                   | Аэропорт Ротума                          |                                          |                                          |                                          |
| Савусаву                                 | Аэропорт Савусаву                        |                                          |                                          |                                          |
| Сува                                     | Международный аэропорт Наусори           | вторичный хаб                            |                                          |                                          |
| Тавеуни                                  | Аэропорт Тавеуни                         |                                          |                                          |                                          |
| Циция                                    | Аэропорт Циция                           |                                          |                                          |                                          |

## Флот

Прежний логотип авиакомпании Sunflower Airlines

Воздушный флот авиакомпании Fiji Link составляют следующие самолёты: